# دراغان يوفانوفيتش (لاعب كرة قدم)
دراغان يوفانوفيتش (29 سبتمبر 1903 ببلغراد في صربيا - 2 يونيو 1936 ببلغراد في صربيا) هو مدرب كرة قدم ولاعب كرة قدم (وحمل سابقاً جنسية يوغوسلافيا) في مركز الهجوم، شارك في الألعاب الأولمبية الصيفية 1924. وشارك مع منتخب يوغوسلافيا لكرة القدم. أما مع النوادي، فقد لعب مع نادي يوغوسلافيا.

## وصلات خارجية
- دراغان يوفانوفيتش على موقع الاتحاد الدولي (مؤرشف)  (الإنجليزية)
- دراغان يوفانوفيتش على موقع ناشيونال فوتبول تيمز (الإنجليزية)
- دراغان يوفانوفيتش على موقع أوليمبيديا (الإنجليزية)